# Ласиси, Салиу
Салиу Ласиси (фр. Saliou Lassissi; род. 15 августа 1978, Абиджан) — ивуарийский футболист, защитник. Выступал в чемпионатах Франции, Италии и Швейцарии. Входил в состав сборной на Кубке Африки 1998.

## Карьера
Ласиси начинал свою профессиональную карьеру в возрасте 17 лет, во Франции. Он был учеником в футбольной школы «Ренна», там он играл в течение четырёх лет. Он присоединился к «Парме». В этом клубе он дебютировал в Серии А 28 сентября 1998 года. Под руководством тренера Альберто Малезани Ласиси создал оборонительный блок с Фабио Каннаваро, Сартором и Тюрамом. Ласиси не смог быстро адаптироваться к Серии А и вскоре был отдан в аренду «Сампдории». На следующий сезон он был арендован «Фиорентиной», после чего отправился в «Рому». После сезона 2004/05 его контракт с командой закончился и Ласиси остался без клуба.

## Достижения
«Парма»
- Суперкубок Италии: 1999

 «Фиорентина»
- Кубок Италии: 2001

 «Рома»
- Суперкубок Италии: 2001